# Rusinowicze (obwód miński)

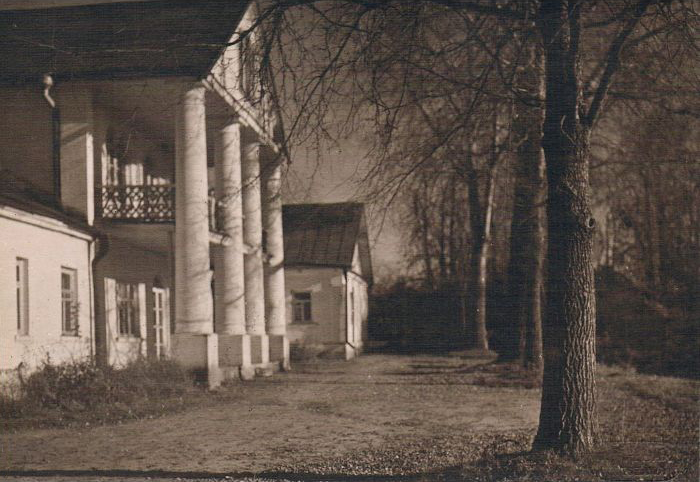
Dwór Uniechowskich przed 1917 rokiem

Rusinowicze (biał. Русінавічы; ros. Русиновичи) – wieś na Białorusi, w rejonie mińskim obwodu mińskiego, około 17 km na południe od Mińska, na prawym brzegu Ptyczy.

## Historia
W XVII wieku wieś nazywała się Seksnarowicze i należała do rosyjskiej rodziny kniaziów Żyżemskich. Ze spisu w 1632 roku wynika, że we wsi było 6 osad bojarów. Później Rusinowicze przeszły na własność polskiej rodziny Uniechowskich i pozostały w ich rękach aż do I wojny światowej. 
W wyniku II rozbioru Polski Rusinowicze znalazły się w 1793 roku w Imperium Rosyjskim. Ostatnim właścicielem majątku był Janusz Uniechowski, ojciec Antoniego Uniechowskiego. Uniechowscy doprowadzili w ciągu XIX wieku majątek do rozkwitu, w latach 80. XIX wieku: sad fruktowy (...) liczy 4000 drzew owocowych. Dobra Rusinowicze należą do najlepiej zagospodarowanych w powiecie i przynoszą do 12 000 rubli dochodu rocznie. (...) Duży młyn z foluszem przynosi znaczną intratę, jak nie mniej propoinacye i arendy z kilku folwarków.
W latach 1919–1920 wieś znalazła się pod polskim zwierzchnictwem, wszedłszy w skład gminy Samochwałowicze. Ostatecznie, po ustaleniu przebiegu granicy polsko-radzieckiej wieś znalazła się na terytorium ZSRR, od 1991 roku – na terenie Białorusi.

## Dwór
Uniechowscy wybudowali, prawdopodobnie pod koniec XVIII wieku, na wałach dawnego grodziska duży murowany dwór. Jego skrzydła były parterowe, a centralna część piętrowa, z portykiem z czterema kolumnami podtrzymującymi trójkątny szczyt w wielkim porządku. Po pewnym czasie dobudowano do prawego skrzydła prostokątnego budynku poprzeczne skrzydło, a jeszcze później po lewej stronie wzniesiono dwukondygnacyjną oranżerię, będącą także ogrodem zimowym. 
We dworze znajdowało się wiele cennych zbiorów, będących pamiątkami rodzinnymi. Do cenniejszych należała np. zbroja turniejowa z epoki Maksymiliana I, z ogromnym siodłem z oparciami, która później szczęśliwie trafiła do Muzeum Wojska Polskiego w Warszawie, ponadto wiele innych elementów zbroi husarskich z XVI–XVII wieku. Kompletna półzbroja husarska z parą skrzydeł, obecnie znajduje się na Zamku Królewskim na Wawelu. Janusz Uniechowski był również z prawdziwego zdarzenia archeologiem, posiadaczem zasobnego Gabinetu archeologicznego.
Dwór otoczony był parkiem o charakterze spacerowo-widokowym, dalej ogród kwiatowy i wspomniany wyżej sad.
Majątek w Rusinowiczach został opisany w 1. tomie Dziejów rezydencji na dawnych kresach Rzeczypospolitej Romana Aftanazego.